# Jupiters Darling
Jupiters Darling es un álbum de estudio de la banda estadounidense Heart, lanzado en el 2004 por el sello Sovereign Artists. Los músicos Mike McCready (Pearl Jam) y Jerry Cantrell (Alice in Chains) colaboraron en la grabación de algunas pistas del álbum.

## Lista de canciones
1. Make Me
2. Oldest Story in the World
3. Things
4. The Perfect Goodbye
5. Enough
6. Move On
7. I Need The Rain
8. I Give Up
9. Vainglorious
10. No Other Love
11. Led to One
12. Down The Nile
13. I'm Fine
14. Fallen Ones
15. Lost Angel
16. Hello Moonglow

## Personal

### Heart
- Ann Wilson - voz, guitarras
- Nancy Wilson - guitarras, voz, producción
- Craig Bartock - guitarras
- Darian Sahanaja - teclados
- Mike Inez - bajo
- Ben Smith - batería

### Músicos invitados
- Mike McCready - guitarras
- Jerry Cantrell - guitarras